# ابرشتاینباخ
ابرشتاینباخ (به فرانسوی: Obersteinbach) یک کمون در فرانسه با جمعیت ۲۲۸ نفر است که در Canton of Wissembourg واقع شده‌است.